# Маддалена (опера)
«Маддалена» — одноактная опера Сергея Прокофьева. Композитор также является автором либретто, основанном на одноимённой пьесе в стихах петербургской поэтессы М. Ливен (сама пьеса была написана под влиянием «Флорентийской трагедии» Оскара Уайльда).
Единственным серьёзным источником изучения этой оперы является кандидатская диссертация Н.П.Савкиной 'Формирование оперного творчества С.С.Прокофьева. Оперы 'Ундина' и 'Маддалена'. М. 1987. См. также статью:  Н.П.Савкина 'Три портрета и развязка (об опере 'Маддалена'): 'Советская музыка' 1990 номера 4 и. 5.

## История создания
Работу над новой оперой 20-летний Сергей Прокофьев начал летом 1911 года, будучи в гостях с матерью у её друзей в Сухуме. За литературную основу композитор взял «Маддалену», одноактовую пьесу в стихах барона Ливена, который  «…оказался молодою светскою дамой, более приятной в общении, чем талантливой в драматургии» (под этим псевдонимом скрывалась дочь хранителя Эрмитажа Магда Густавовна Ливен-Орлова). 
В своём письме другу и коллеге Николаю Мясковскому Прокофьев отмечал: «…сижу в Сухуме и старательно сочиняю „Маддалену“. Работа идёт быстро и легко, а прилежание моё не имеет границ: каждый день не менее пяти часов сижу над „Маддаленой“». Он мечтал поставить её силами учащихся с консерваторским оркестром и хором.
В 1970-е годы по просьбе вдовы композитора с рукописью «Маддалены» ознакомился известный английский дирижёр и композитор Эдвард Даунс, давний пропагандист русской и советской музыки. Используя авторские указания в клавире, после изучения оркестрового стиля Прокофьева, Даунс завершил инструментовку оперы и 25 марта 1979 года впервые исполнил её в передаче радиостанции «BBC» (дважды в один день: сперва на русском языке, а позднее в английском переводе). 28 ноября 1981 года, спустя 70 лет со дня сочинения, им же была осуществлена сценическая премьера оперы на музыкальном фестивале в австрийском Граце.
В 1986 году советским дирижёром Геннадием Рождественским была сделана первая в мире запись «Маддалены» на грампластинку, а в сентябре 1987 года опера прозвучала на Всесоюзном радио. Премьерное для СССР её сценическое воплощение осуществил Большой театр Белоруссии в 1989 году.